# جاناتان کیتینگ
جاناتان کیتینگ (انگلیسی: Jonathan Keating؛ زادهٔ ۲۰ سپتامبر ۱۹۶۳) دانشمند در زمینه اهل بریتانیا و از اعضای انجمن سلطنتی است.